# Ayacucho (departement i Peru)
Ayachucho är ett av 24 departement i Peru.

## Geografi
Ayacucho genomskärs av de två bergskedjorna Cordillera Blanca och Cordillera Negra. Provinsen är därför till största delen ett bergsområde. Cirka 10% av regionen utgörs av det man kallar selva alta (dvs högt beläget djungel). 
I regionen rinner floderna Acarí, Yuaca, Ocoña och Nazca upp. 
Södra delen av departementet ligger högst med slätter och högplatåer. I norr ligger landområdena lägre och klimatet är tropiskt. Området är så geografiskt beskaffat att departementets södra och norra delar inte har vägförbindelser med varandra inom departementet.

## Ekonomi
Området utmärks av jordbruk och boskapsskötsel, tillsammans med konsthantverk.
I takt med att terrorismen har minskat i området har turismen blivit en källa till inkomst.
I Pampa Galeras har man lyckats skydda det sydamerikanska kameldjuret Vicuña. Ett skyddsområde skapades 1967 och har möjliggjort en gradvis ökande produktion av den värdefulla vicuña-ullen. Ett kilo vicuña-ull är värt mer än 500 USD. Ett djur ger cirka 250 g per år och själva ullklippningen tar cirka 3 minuter i anspråk per djur.

## Historia
I början av 1800-talet började emigrationsprocessen, som så småningom koncentrerades till Lima, inte minst via kustområdena som hade förbindelser med huvudstaden.
Under 1980-talet skedde en kraftig utvandring då området var starkt påverkat av den marxistiska rörelsen Sendero Luminoso, med ett stort antal attentat och våldsaktioner.
Bland de historiska rötterna kan nämnas Huari-kulturen och Chancas som besegrades av Inkafolket just innan inkaindianernas imperium tog form.
På Pampa de Quinua besegrades 1824 de spanska trupperna och Perus frigörelse var ett faktum.
Namnet Ayachucho kommer från quechua och betyder "de dödas vrå", ett minne av ett stort krigsslag under inkan Pachacutec.

## Intressanta data
Urbanisationsgrad är 48,1%.
Den berömde författaren Felipe Guaman Poma de Ayala föddes och växte upp i Ayacucho, troligtvis i byn San Cristóbal de Sondono i provinsen Lucanas. Det var Guaman Poma som i sin handskrivna krönika Nueva Corónica y Buen Gobierno (färdigställd cirka 1615) avslöjade missförhållandena i Peru för den spanske kungen.